# Municipio de Genesee (Míchigan)
El municipio de Genesee (en inglés: Genesee Township) es un municipio ubicado en el condado de Genesee en el estado estadounidense de Míchigan. En el año 2010 tenía una población de 21 581 habitantes y una densidad poblacional de 275,29 personas por km².

## Geografía
El municipio de Genesee se encuentra ubicado en las coordenadas 43°5′44″N 83°37′49″O / 43.09556, -83.63028. Según la Oficina del Censo de los Estados Unidos, el municipio tiene una superficie total de 78.39 km², de la cual 75,27 km² corresponden a tierra firme y (3,99 %) 3,13 km² es agua.

## Demografía
Según el censo de 2010, había 21 581 personas residiendo en el municipio de Genesee. La densidad de población era de 275,29 hab./km². De los 21 581 habitantes, el municipio de Genesee estaba compuesto por el 87,23 % blancos, el 8,58 % eran afroamericanos, el 0,84 % eran amerindios, el 0,23 % eran asiáticos, el 0,66 % eran de otras razas y el 2,46 % eran de una mezcla de razas. Del total de la población el 3,75 % eran hispanos o latinos de cualquier raza.